# Mark Röell
Jhr. Mark Alexander Röell (Rotterdam, 31 augustus 1965) is een Nederlands VVD-politicus en bestuurder. Sinds 31 maart 2011 is hij burgemeester van Baarn.

## Biografie
Na de Rotterdamse Dominicusschool ging Röell naar het Citycollege St. Franciscus. Hierna ging hij naar het Tinbergen College (MEAO) in Den Haag en van 1987 - 1989 bezocht hij de Rotterdamse Avondschool. Hij studeerde nadien een jaar rechten aan de Erasmus Universiteit Rotterdam.
Van 1992 tot 2004 werkte Röell in diverse functies bij KPN en daarnaast was hij vanaf 2002 gemeenteraadslid in Woudrichem. In maart 2004 werd Röell raadsgriffier van de gemeente Aalburg welke functie hij in juni 2006 opgaf, omdat hij kort daarvoor wethouder in Woudrichem was geworden. Een van zijn taken was het voorzitterschap van de stuurgroep Dementieproject Land van Heusden en Altena bij de gemeente Woudrichem. Als wethouder in Woudrichem kreeg Röell te maken met nieuwbouw in de wijk Bronckhorst in Andel en de fusie van stichting Welzijn Ouderen Woudrichem (WOW) en Sociaal Cultureel Werk (SCW) tot De Vleet.

## Baarn
Eind maart 2011 volgde Röell zijn benoeming tot burgemeester van Baarn. De familie had al een binding met deze plaats die zich profileert als ’vorstelijk’ met paleis Soestdijk en  Kasteel Drakensteyn binnen haar gemeentegrenzen. Zijn vader heeft er gewoond (geboren in Renkum) en deed eindexamen op Het Baarnsch Lyceum. Zijn overgrootvader was lid van de hofhouding op Huis ten Bosch.
Naast zijn aan het ambt gebonden nevenfuncties is Röell voorzitter van de Peters van der Laan Stichting, lid van de comité van aanbeveling van de Vrienden van Meander en het Baarns kamerorkest Artoni en bestuurslid van de Maatschappij, departement Eemland.
Röell is getrouwd en heeft twee kinderen.